# R38 (ZR-2)
L'R38 era un dirigibile rigido realizzato in Gran Bretagna e destinato alla US Navy, la marina degli Stati Uniti, sotto le cui insegne avrebbe operato con la denominazione di ZR-2 dalla base di Lakehurst (Virginia).
Il dirigibile venne costruito negli hangar dei Royal Airship Works di Cardington, uno dei principali centri britannici di sviluppo per dirigibili. I cantieri erano stati fondati dai fratelli Shorts pionieri dell'aviazione britannica. Sarebbe stato poi trasferito negli USA con un volo diretto al termine della fase di test, un'analoga trasvolata era già stata portata a termine con successo dal dirigibile R34 nel luglio 1919.
Il progetto originale prevedeva la realizzazione di un dirigibile per la ricognizione d'altura nell'area del Mare del Nord che potesse operare per 6 giorni di pattugliamento continuativo. Oltre a questi requisiti di autonomia si richiedevano tangenza e velocità elevate in modo da consentirgli di poter sfuggire dai potenziali velivoli da caccia avversari.
Paradossalmente questi requisiti si scontravano con le dimensioni degli hangar esistenti a Cardington. Questo costrinse i progettisti ad adattare il progetto tenendo conto anche di queste necessità.
Come risultato due delle sei gondole motore furono spostate ai lati del dirigibile in modo da risparmiare in altezza. Inoltre le celle stagne per il gas furono ridotte da 16 a 14, come furono ridotti di numero anche gli anelli dell'intelaiatura (per ridurre il peso ed aumentare la quota operativa).
Il contratto fu firmato il 31 gennaio 1918, ma in seguito alla fine della prima guerra mondiale venne cancellato il 31 gennaio 1919. Contemporaneamente venne cancellato anche il programma di sviluppo delle aeronavi gemelle R39, R40 e R41.

Gli Stati Uniti nello stesso periodo erano interessati all'impiego militare delle aeronavi, in particolare degli zeppelin tedeschi e ne stavano per rilevare alcuni dalla Germania nell'ambito delle riparazioni di guerra. Il 23 giugno 1919 gli equipaggi tedeschi di questi zeppelin destinati al vecchio nemico, distrussero le aeronavi in un'azione di sabotaggio.
A questo punto gli Stati Uniti diedero vita ad un proprio programma per la costruzione di dirigibili avviando il progetto dello ZR-1 USS Shenandoah e si interessarono al progetto abbandonato dai britannici.
Nell'ottobre del 1919 fu raggiunto tra USA e Regno Unito un accordo per la cifra di 2.000.000 $ e fu riavviata la costruzione del dirigibile.
Il progetto fu sottoposto a delle modifiche per l'anello di attracco, il che comportò un aumento di peso di circa una tonnellata a prua. L'equilibratura fu corretta aggiungendo una zavorra a poppa. Questa modifica, in aggiunta a quelle già fatte in un primo tempo sugli anelli della intelaiatura per ridurre il peso complessivo, portarono alla realizzazione di una aeronave con una certa debolezza strutturale longitudinale.
I tedeschi durante la guerra avevano già sviluppato aeronavi alleggerite per operare a quote maggiori e parti di una di esse, la L70, erano state recuperate dagli Inglesi nel Mare del Nord dopo che era stata abbattuta nell'agosto del 1918. Tuttavia i progettisti Britannici non compresero che per venire incontro alla struttura alleggerita a questi zeppelin era stata limitata la manovrabilità, in particolare come angolo di virata.
Il 23 giugno 1921 l'R38 effettuò il suo primo volo, all'epoca la costruzione dello ZR-1 USS Shenandoah doveva ancora iniziare. A causa dei ritardi accumulati dal progetto dello ZR-1, lo ZR-2 divenne quindi il primo a volare dei cinque dirigibili rigidi statunitensi.
Dopo questo primo volo di prova furono necessarie alcune modifiche al complesso dei timoni. Un secondo volo per le prove di navigabilità fu effettuato il 17 luglio, con destinazione la base di Howden nella contea dello East Riding of Yorkshire. Le modifiche alle superfici di controllo furono messe alla prova con picchiate e virate al limite.
Negli hangar di Howden vennero però riscontrati nuovi danni sui timoni di quota. Fu effettuata così una nuova sostituzione ed alcuni elementi vennero ulteriormente rinforzati, mentre emergevano i primi dubbi sulla bontà del progetto. Tra coloro che espressero questi dubbi vi era anche E.M.Maitland, comandante della base di Howden.
Si sfruttò questa nuova permanenza negli hangar anche per dipingere il dirigibile con le insegne statunitensi. Il 23 agosto 1921, approfittando di uno spazio di bel tempo, il dirigibile venne approntato per il suo quarto viaggio, con destinazione la base di Pulham Market, Norfolk dove avrebbe potuto essere ormeggiato ad un pilone di attracco, una struttura assente negli stabilimenti di Cardington.

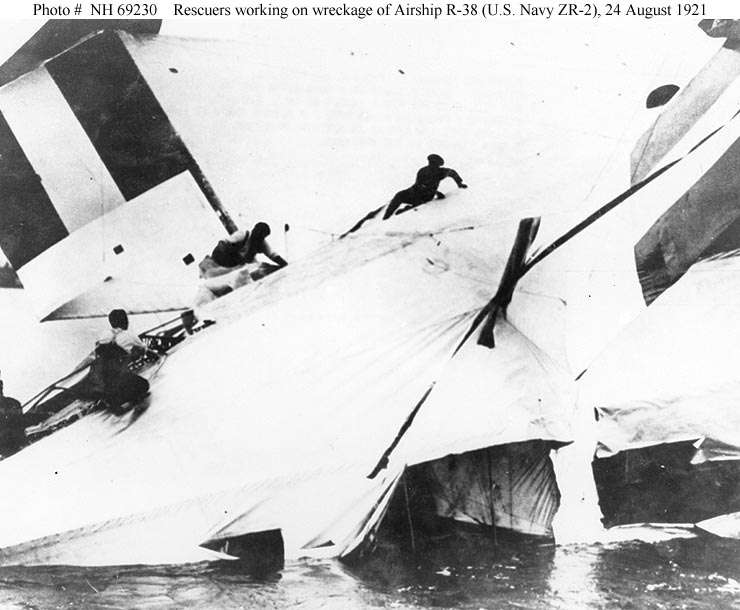
Soccorritori sul relitto del R-38 (ZR-2), 24 agosto 1921

Alla base di Pulham Market la prova di attracco venne annullata per la presenza di nuvole basse, quindi fu deciso far tornare l'R38 in mare aperto per alcuni test di velocità, prima di far ritorno ad Howden. Vista la buona riuscita di queste prove e poiché c'era ancora luce, si decise di compiere ulteriori prove sul comportamento dei timoni a bassa quota. Questi test miravano a simulare gli effetti del tempo burrascoso che si sarebbe potuto incontrare durante la trasvolata atlantica verso Lakehurst.
Alle 17:15, mentre il dirigibile era in volo sopra la città di Hull furono applicati 15 gradi ai timoni. Testimoni oculari riportarono prima il formarsi di pieghe sulla superficie dell'involucro e successivamente il collassare di prua e poppa della aeronave. Subitaneamente il fuoco divampò a prua e a breve seguirono due forti esplosioni che ruppero le finestre della cittadina su un'ampia area.
Il relitto dell'aeronave precipitò nelle acque basse dell'estuario dell'Humber. La sezione di coda non aveva preso fuoco e fu così possibile salvare 5 membri dell'equipaggio (1 statunitense e 4 britannici). La tragedia contò 44 vittime (17 statunitensi e 32 britannici) decedute per le esplosioni. Vale la pena ricordare che erano stati previsti paracadute per ognuno dei membri dell'equipaggio (erano posti nelle rispettive postazioni).
Venne formata una commissione d'inchiesta per investigare sulle cause del disastro. Le sue conclusioni furono che ad indebolire lo scafo erano state le manovre effettuate nel volo di prova, sebbene nessuna concessione andasse fatta ai limiti strutturali del progetto. Infatti durante il volo di prova non furono applicati all'aeronave e alle sue superfici di controllo carichi superiori a quelli che avrebbero incontrato durante la normale vita operativa. La commissione non individuò i possibili responsabili, poiché esulava dal suo compito.
Questo incidente fermò di fatto lo sviluppo di dirigibili rigidi militari nel Regno Unito. Lo sviluppo di dirigibili civili riprese pochi anni dopo con l'R100 e l'R101.
Per compensare agli USA la perdita dello ZR-2 fu tentato un accordo. I britannici avrebbero fornito agli Stati Uniti il dirigibile civile R36, ma le parti non riuscirono ad accordarsi sui costi e sull'organizzazione della trasvolata. Pochi mesi dopo gli Stati Uniti ordinarono un nuovo dirigibile direttamente agli stabilimenti zeppelin di Friedrichshafen, l'LZ 126 con la designazione di ZR-3 USS Los Angeles diventerà il più fortunato dei dirigibili rigidi USA.
Infine, questo incidente e quello occorso pochi mesi dopo (21 febbraio 1922) al dirigibile Roma, spinsero gli USA a riconsiderare l'impiego dell'idrogeno come gas. Per lo ZR-1 USS Shenandoah in costruzione a Lakehurst venne quindi adottato l'elio.